# Ahm ahm/Hobbysogno
Ahm ahm/Hobbysogno è l'ultimo singolo di Cinzia De Carolis, l'unico della sua età adulta, pubblicato dalla Hobby nel 1982. Entrambi i brani sono scritti, interamente, da Vincenzo Stavolo e cantati dalla stessa De Carolis.

## Tracce
LATO A
- Ahm ahm

LATO B
- Hobbysogno